# Tito Rodrigues
Tito Rodrigues (30 december 1965) is een Surinaamse oud-atleet, die zich had toegelegd op de middellange afstand. Hij nam eenmaal deel aan de Olympische Spelen.

## Loopbaan
Rodirgues maakte samen met vier andere Surinaamse sporters (waaronder één andere atleet: Siegfried Cruden) deel uit van het Surinaams olympisch team voor de Olympische Spelen van 1984 in Los Angeles (Verenigde Staten). Rodrigues kwam uit op de 1500 m, waarop hij tijdens de eerste ronde met een tijd van 4.02,87 een Surinaams record neerzette. Dit was echter onvoldoende om door te kunnen naar de halve finale.
Rodrigues is de enige atleet die tijdens Olympische Spelen namens Suriname op de 1500 m voor mannen is uitgekomen.

## Persoonlijk record
| Afstand | Prestatie       | Datum           | Plaats      |
| ------- | --------------- | --------------- | ----------- |
| 1500 m  | 4.02,87 (ex-NR) | 9 augustus 1984 | Los Angeles |